# 宵練劍
宵練劍，中國名劍。春秋衛國人孔周所藏，殷商時所鑄。與含光、承影齊名。

## 特徵
宵練劍形態特殊，天亮時只能看到它的劍影，但不能見其劍光；入夜時可以看到劍光迸發，但卻不能看到劍形。宵練鋒利非常，被它切開的東西，創口隨過隨合，不會因切割而瞬即分裂，能做到「兵不血刃」的效果。

## 備註
1. ↑  《列子.湯問》：「孔周曰：『吾有三劍，惟子所擇。…三曰宵練，方晝則見影而不見光，方夜見光而不見形。其觸物也，騞然而過，隨過隨合，覺疾而不血刃焉。』」